# Banca Popolare di Sondrio
La Banca Popolare di Sondrio, società per azioni, è una banca facente parte del gruppo bancario BPER banca.
La banca è quotata alla Borsa di Milano nell'indice FTSE MIB (Codice ISIN IT0000784196).

## Storia
La banca venne fondata a Sondrio il 4 marzo 1871, una delle prime banche popolari italiane ispirate al movimento popolare cooperativo del credito propugnato in Italia da Luigi Luzzatti.
L'istituzione della banca contribuì a dare avvio allo sviluppo economico della Valtellina: stante le caratteristiche periferiche della economia valtellinese, essa ha sempre goduto di una scarsa concentrazione degli impieghi, distribuiti presso numerosissime famiglie, professionisti, imprese di piccole dimensioni e qualche impresa di grande dimensione.
L'attività iniziò con due sportelli: presso la sede centrale di Sondrio e presso la filiale di Morbegno. Fra il 1881 ed il 1962 furono aperte in valle altre dodici filiali, passate a diciotto entro il 1970.
Fra i numerosi soci della banca vengono ricordati gli economisti Fabio Besta e Ezio Vanoni.
Nell'aprile 2017 i vertici del Credito Valtellinese avanzarono una proposta di fusione tra le due banche, che venne rigettata dalla Popolare di Sondrio, secondo cui la banca intendeva proseguire la propria attività in autonomia.
Nell'ottobre 2017 la Popolare di Sondrio ha presentato un'offerta per la Cassa di Risparmio di Cento (47 filiali nelle province di Ferrara, Modena, Bologna e Ravenna), controllata per il 67% dalla Fondazione CariCento che deve scendere al 33% entro il 2020 in base al protocollo Acri-Mef. Il 31 ottobre 2018, la Banca Popolare di Sondrio ha portato a compimento la due diligence sulla Cassa di Risparmio di Cento e ha sottoscritto con la Fondazione e la Holding CR Cento il contratto di acquisizione della maggioranza del capitale della Spa. L'operazione da programma sarebbe dovuta avvenire in due fasi e prevedeva una parte in contante, 6,5 milioni di euro, e uno scambio di azioni con la Fondazione Cassa di Risparmio di Cento che avrebbe acquisito il 2% del capitale di Banca Popolare di Sondrio. Nell'ottobre 2019 tuttavia la Banca centrale europea fermò l'operazione a causa dei rischi legati ai crediti deteriorati. Dopo aver annunciato la cessione già in agosto un portafoglio di sofferenze per circa un miliardo di euro, la banca valtellinese ha deciso di vendere in ottobre ulteriori 0,5 miliardi di crediti deteriorati. Il 26 febbraio 2020 viene annunciato lo stop ricevuto dagli Organi di Vigilanza per l'acquisizione di Farbanca, con le stesse motivazioni già addotte per la bocciatura dell'acquisizione di Caricento.
Dal 5 gennaio 2022, a seguito di Delibera Assembleare del 29 dicembre 2021 la Banca Popolare di Sondrio è diventata società per azioni.
Al termine dell'offerta relativa all'OPS lanciata da BPER Banca, ella ottiene partecipazione in Banca Popolare di Sondrio pari all'80,69%.

## Dati
Il capitale sociale della banca, pari a circa 1.360 milioni di euro, è distribuito fra oltre 158.000 soci, che in larga parte sono pure clienti.
Il patrimonio netto assomma a circa 3.387 milioni di euro (2022). L'utile d'esercizio al 31 dicembre 2022 è stato di 251 milioni di euro.
Al 31 dicembre 2022, la banca risultava operativa con un totale di 372 filiali e 504 sportelli.

## Azionariato
L'azionariato al 02 gennaio 2025 era il seguente:
- Unipol Assicurazioni S.p.A. – 19,724 %
  - Unipol Gruppo S.p.A. – 10,212 %
- altri azionisti – 80,276%

## Gruppo bancario
Il Gruppo bancario Banca Popolare di Sondrio è composto dalla capogruppo Banca Popolare di Sondrio, dalle controllate:
- Banca Popolare di Sondrio (SUISSE) SA, istituto di credito di diritto elvetico con sede a Lugano (Svizzera);
- Factorit S.p.A., operante nell'anticipazione, nell'incasso di crediti commerciali e nei servizi connessi, con sede a Milano;
- Sinergia Seconda S.r.l., immobiliare strumentale, con sede a Milano;
- Popso Covered Bond S.r.l., veicolo funzionale al programma di emissione di obbligazioni bancarie garantite, con sede a Conegliano (in provincia di Treviso);
- Banca della Nuova Terra S.p.A., società operante sia nel sostegno dei comparti agricoltura e agroalimentare sia al servizio di famiglie e privati, con sede a Milano.

Tra le società partecipate vi è la Pirovano Stelvio S.p.A., struttura alberghiera al Passo dello Stelvio.

## Presenza sul territorio
La Banca è presente nelle seguenti regioni: 
- Lombardia
- Lazio
- Piemonte
- Emilia-Romagna
- Trentino-Alto Adige
- Liguria
- Veneto
- Valle d'Aosta
- Friuli-Venezia Giulia